# Myriapora truncata
Myriapora truncata är en mossdjursart som först beskrevs av Peter Simon Pallas 1766.  Myriapora truncata ingår i släktet Myriapora och familjen Myriaporidae. Inga underarter finns listade i Catalogue of Life.

## Bildgalleri

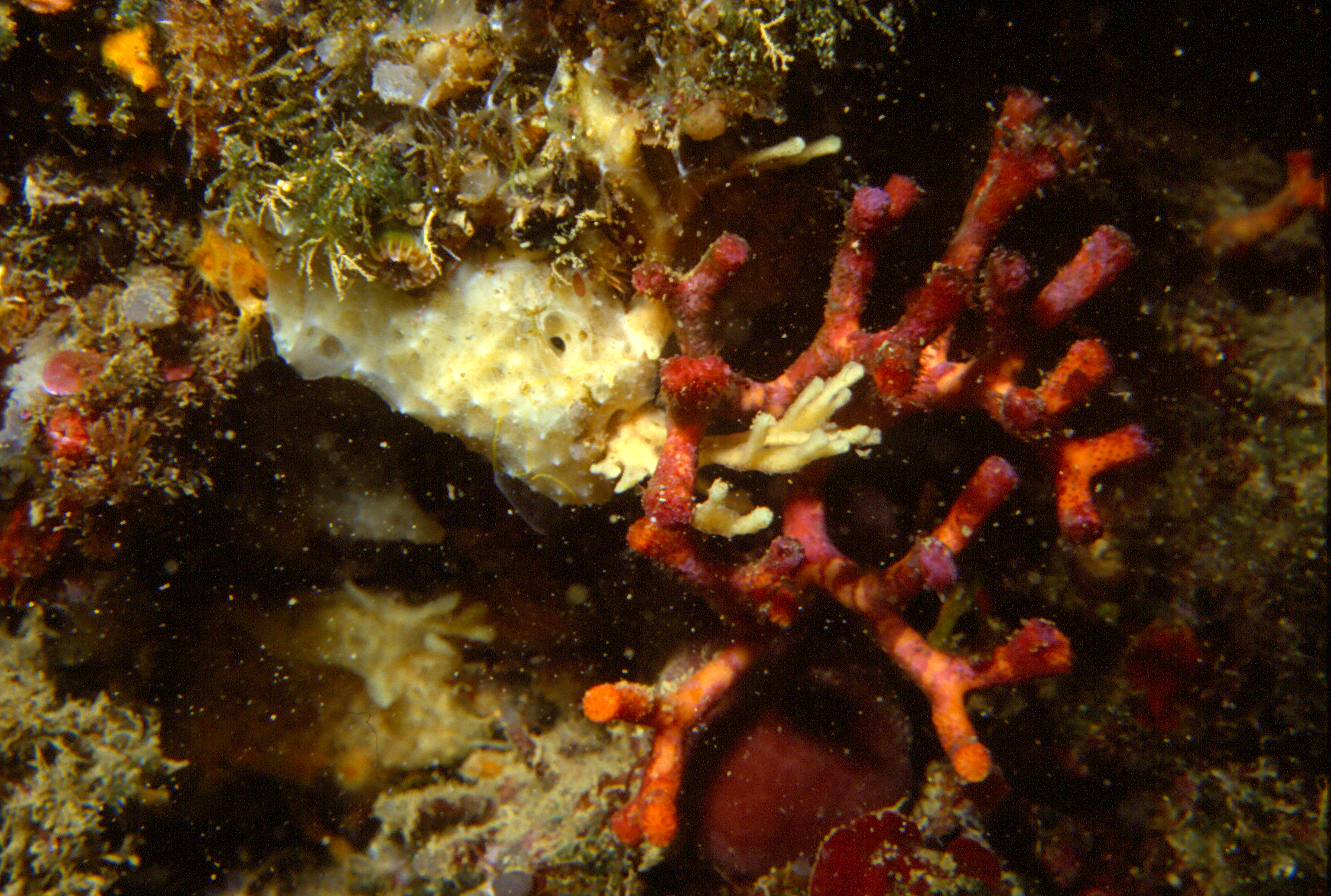